# Krynica Morska
Krynica Morska (niem. Kahlberg, 1947–1958 Łysica) – miasto i gmina miejska w województwie pomorskim, w powiecie nowodworskim, na Mierzei Wiślanej, pomiędzy Zatoką Gdańską a Zalewem Wiślanym, przy drodze wojewódzkiej nr 501. Miejscowość turystyczna z portem morskim, czterema przystaniami morskimi i letnim kąpieliskiem.

## Położenie
Według danych z 1 stycznia 2011, powierzchnia gminy miejskiej wynosiła 116,01 km². Krynica Morska stanowi 15,63% powierzchni powiatu. Według danych z 2005 r. użytki rolne zajmowały 1%, a użytki leśne 16% obszaru gminy.
W latach 1975–1998 miejscowość administracyjnie należała do województwa elbląskiego.

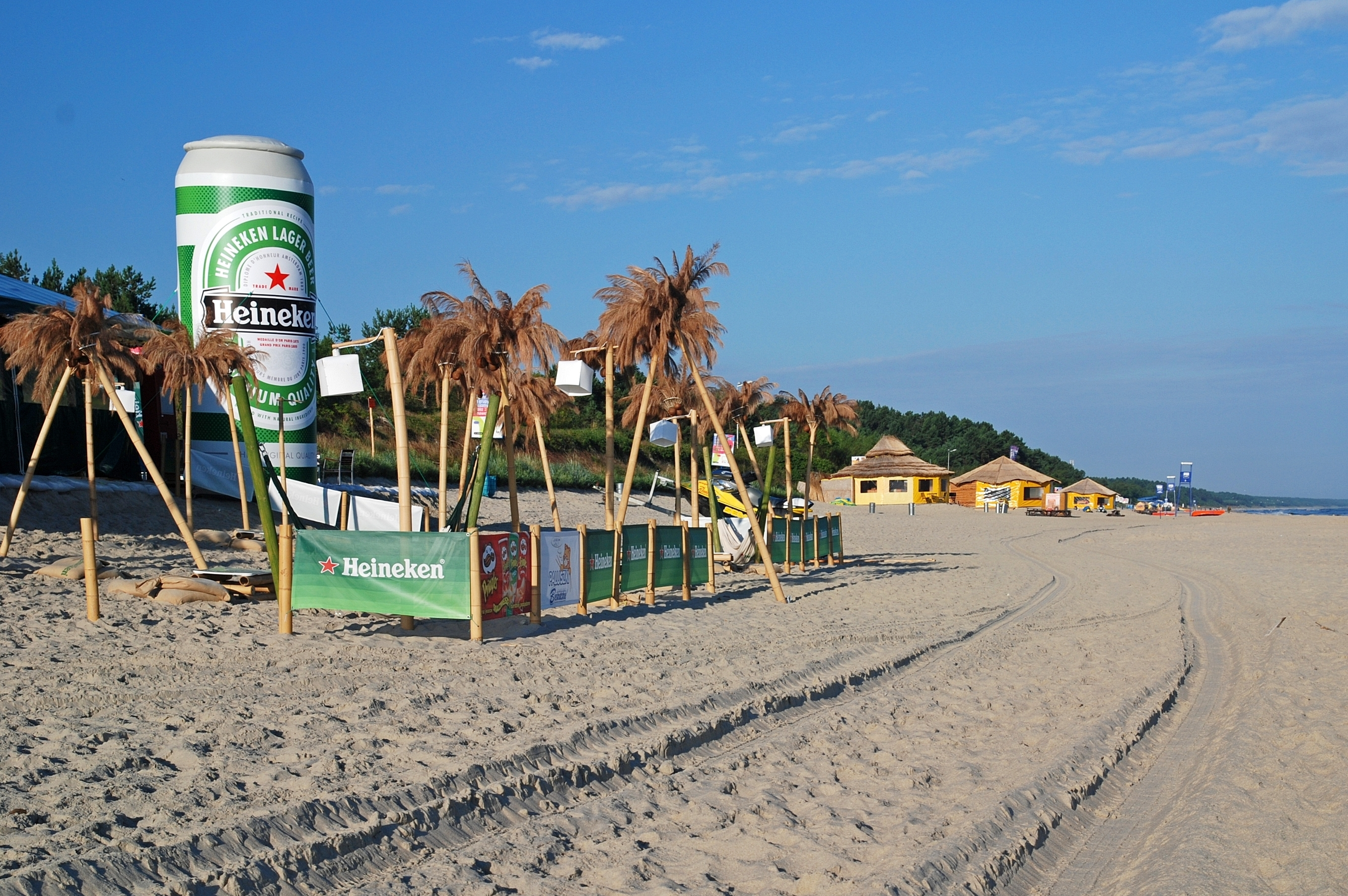
Plaża
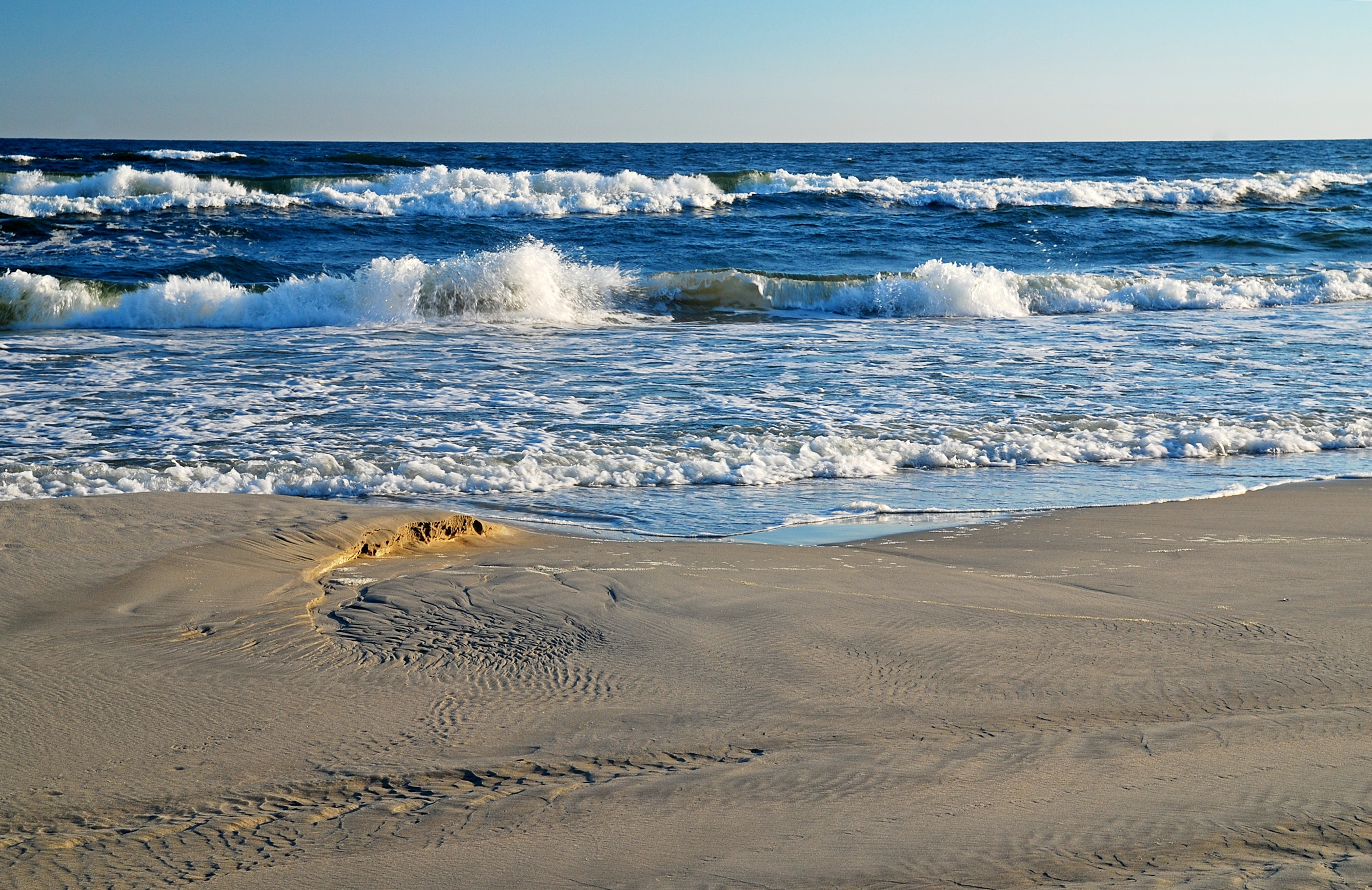
Bałtyk w Krynicy
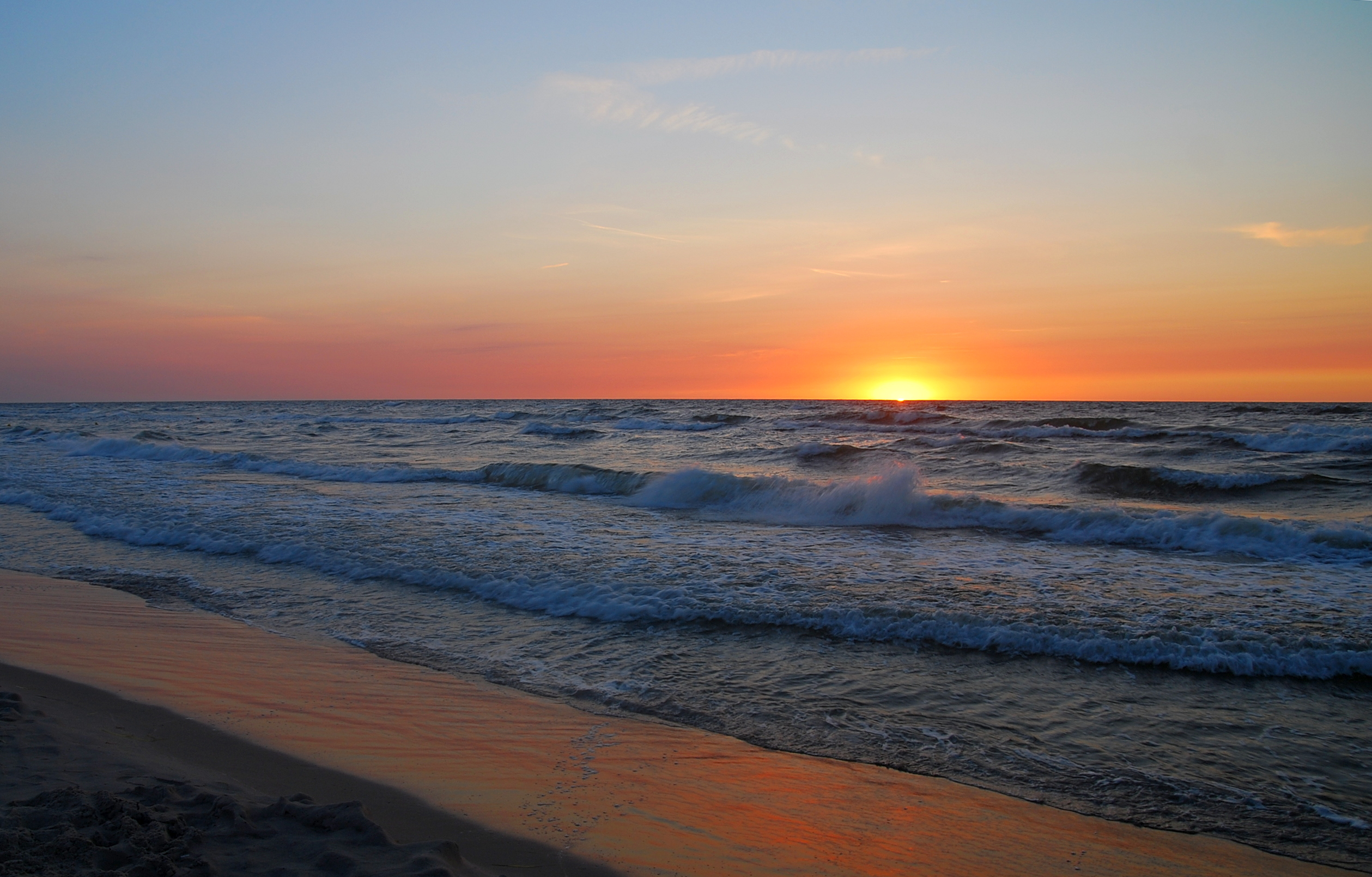
Widok z plaży

## Przyroda
Obszar lądowy Krynicy Morskiej znajduje się w całości w Parku Krajobrazowym „Mierzeja Wiślana” i jednocześnie w Bałtyckim Systemie Obszarów Chronionych HELCOM MPA (Marine Protected Area) nr 83 Zalew Wiślany i Mierzeja Wiślana. Funkcję uzupełniającą ochronę tego obszaru spełnia specjalny obszar ochrony siedlisk Zalew Wiślany i Mierzeja Wiślana PLH280007. Tuż przy Urzędzie Miejskim znajduje się użytek ekologiczny „Krynicki Starodrzew”. W zachodniej części Krynicy, w dzielnicy Przebrno, znajduje się rezerwat przyrody Buki Mierzei Wiślanej. Obszar morski gminy Krynica Morska jest objęty obszarem specjalnej ochrony ptaków Zalew Wiślany PLB280010.
Na terenie Krynicy Morskiej za pomniki przyrody uznano 2 drzewa (dęby szypułkowe).

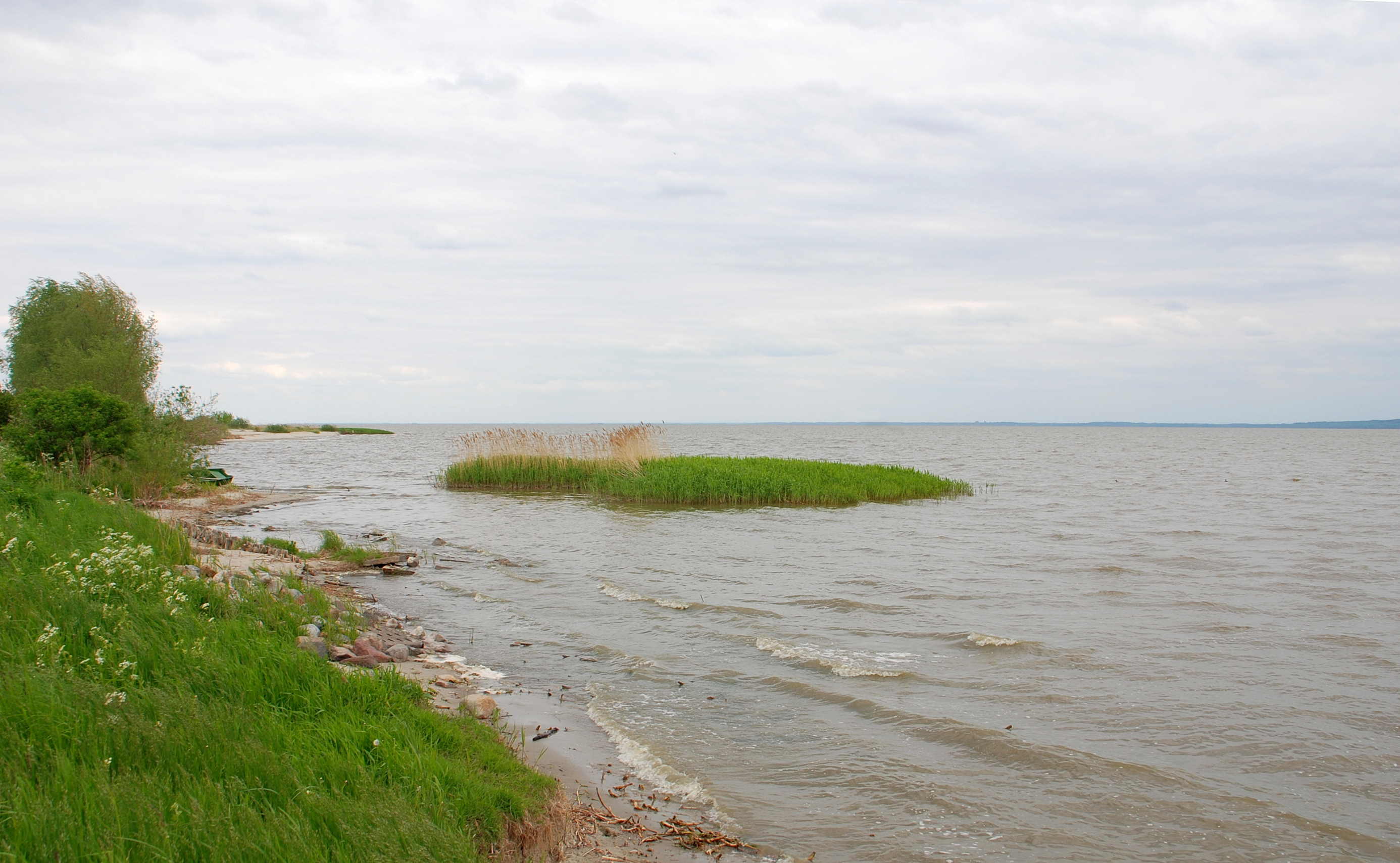
Widok na Zalew Wiślany
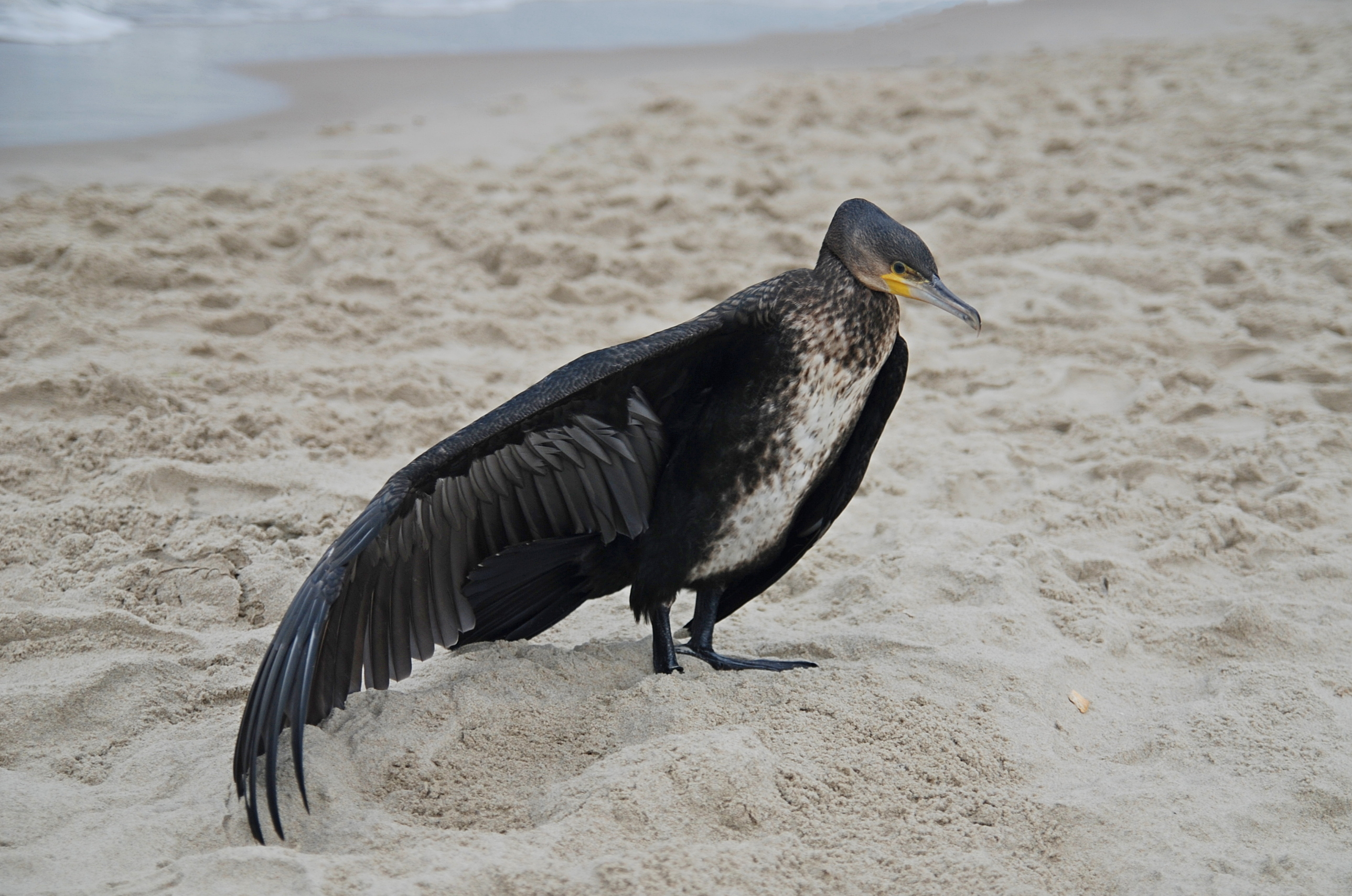
Na plaży
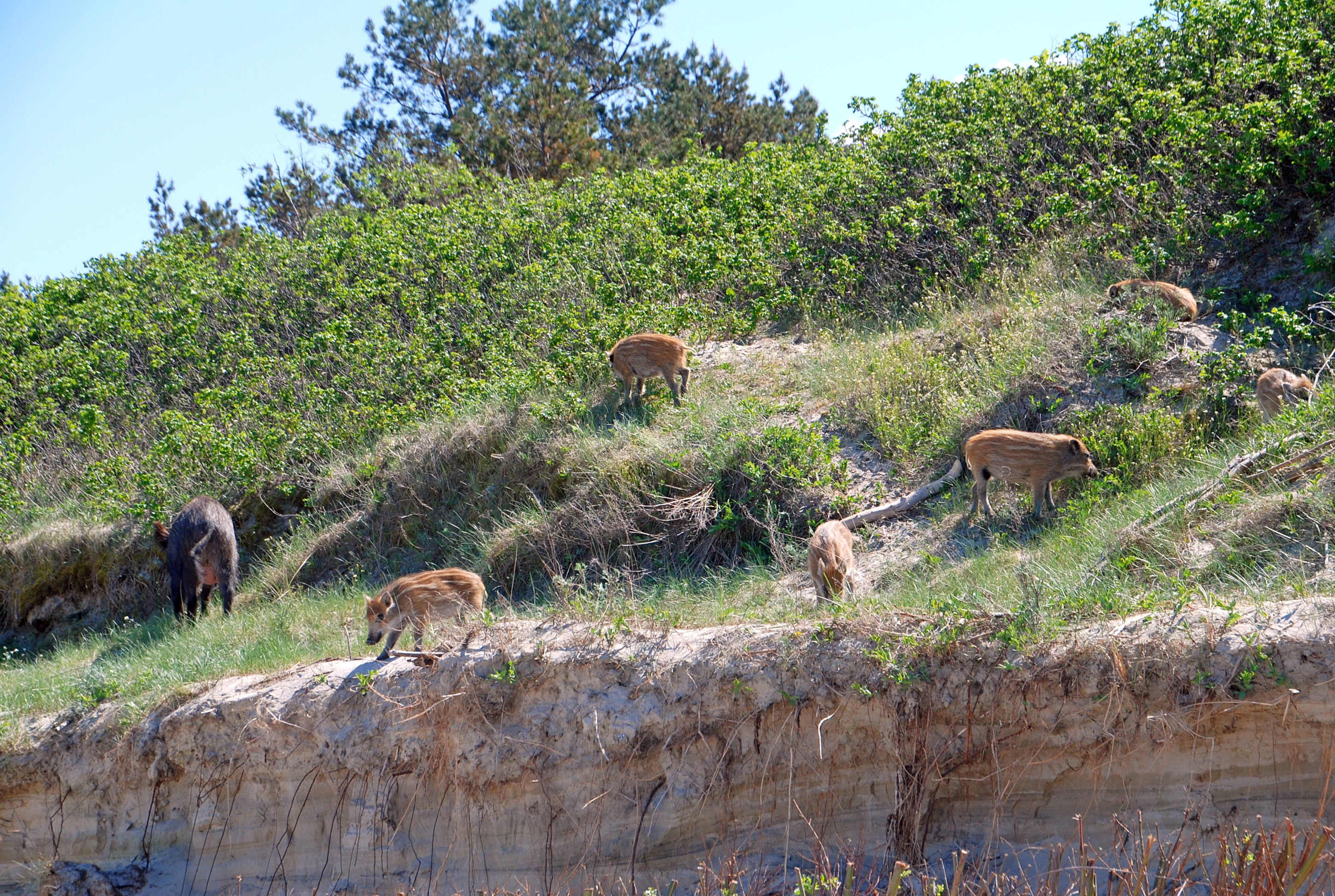
Widok z plaży

## Demografia
Dane z 31 grudnia 2021.
| Opis                              | Ogółem | Ogółem | Kobiety | Kobiety | Mężczyźni | Mężczyźni |
| --------------------------------- | ------ | ------ | ------- | ------- | --------- | --------- |
| Jednostka                         | osób   | %      | osób    | %       | osób      | %         |
| Populacja                         | 1 284  | 100    | 664     | 51,7    | 620       | 48,3      |
| Gęstość zaludnienia [mieszk./km²] | 11     | 11     | 6       | 6       | 5         | 5         |

Krynica Morska jest jednym z najmniejszych miast w Polsce pod względem ludności. Według danych z 31 grudnia 2014 miasto miało 1335 mieszkańców, co plasowało je na 8. miejscu w rankingu najmniejszych miast w Polsce. Natomiast Krynica Morska jako gmina zajmuje pierwszą pozycję w rankingu najmniejszych gmin w kraju (tzn. jest to najmniejsza pod względem liczby mieszkańców gmina w Polsce).
Pod względem powierzchni Krynica Morska znajduje się na 23. miejscu wśród miast polskich
- Piramida wieku mieszkańców Krynicy Morskiej w 2014 r.[11].

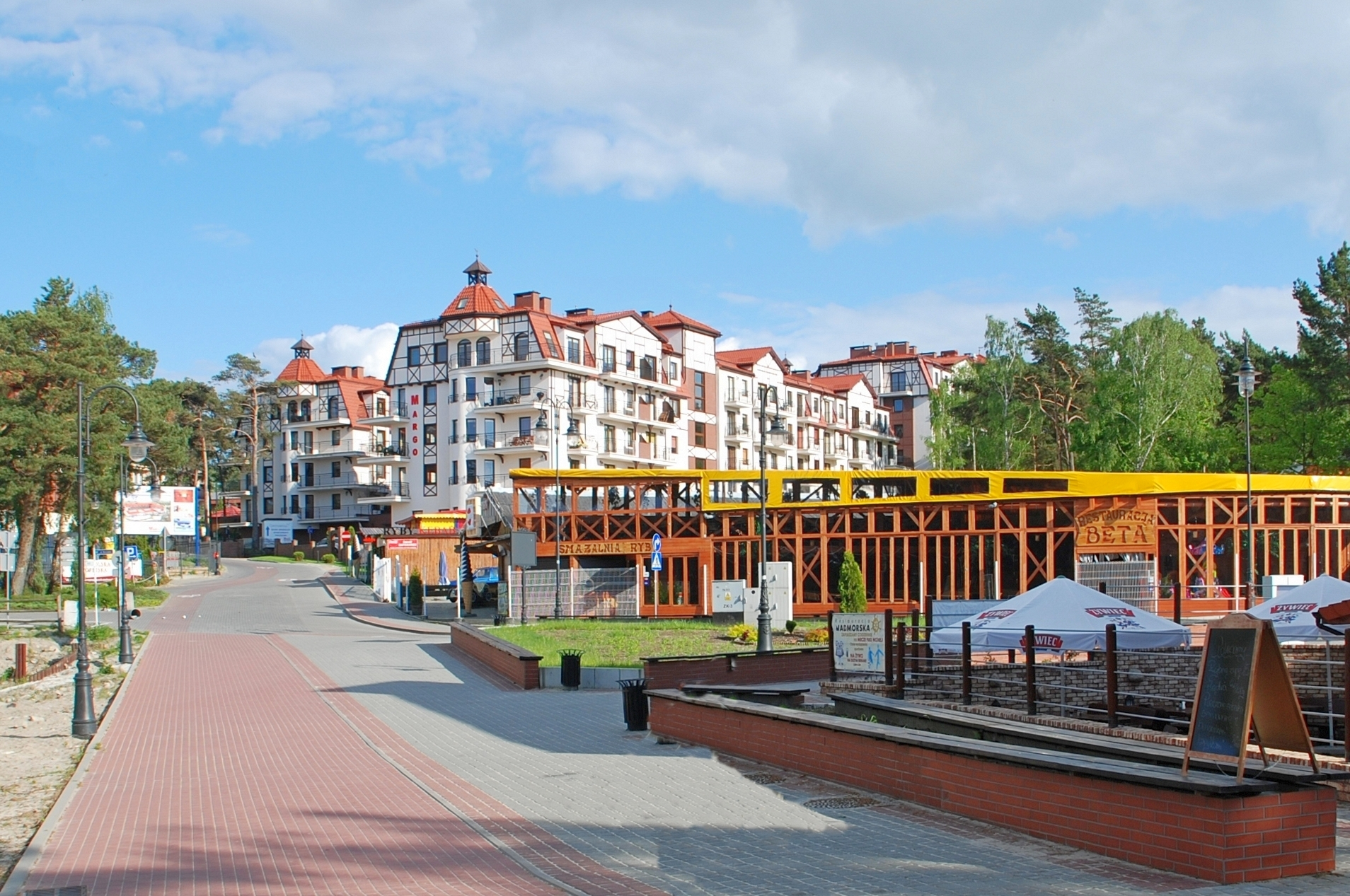
Al. Przyjaźni
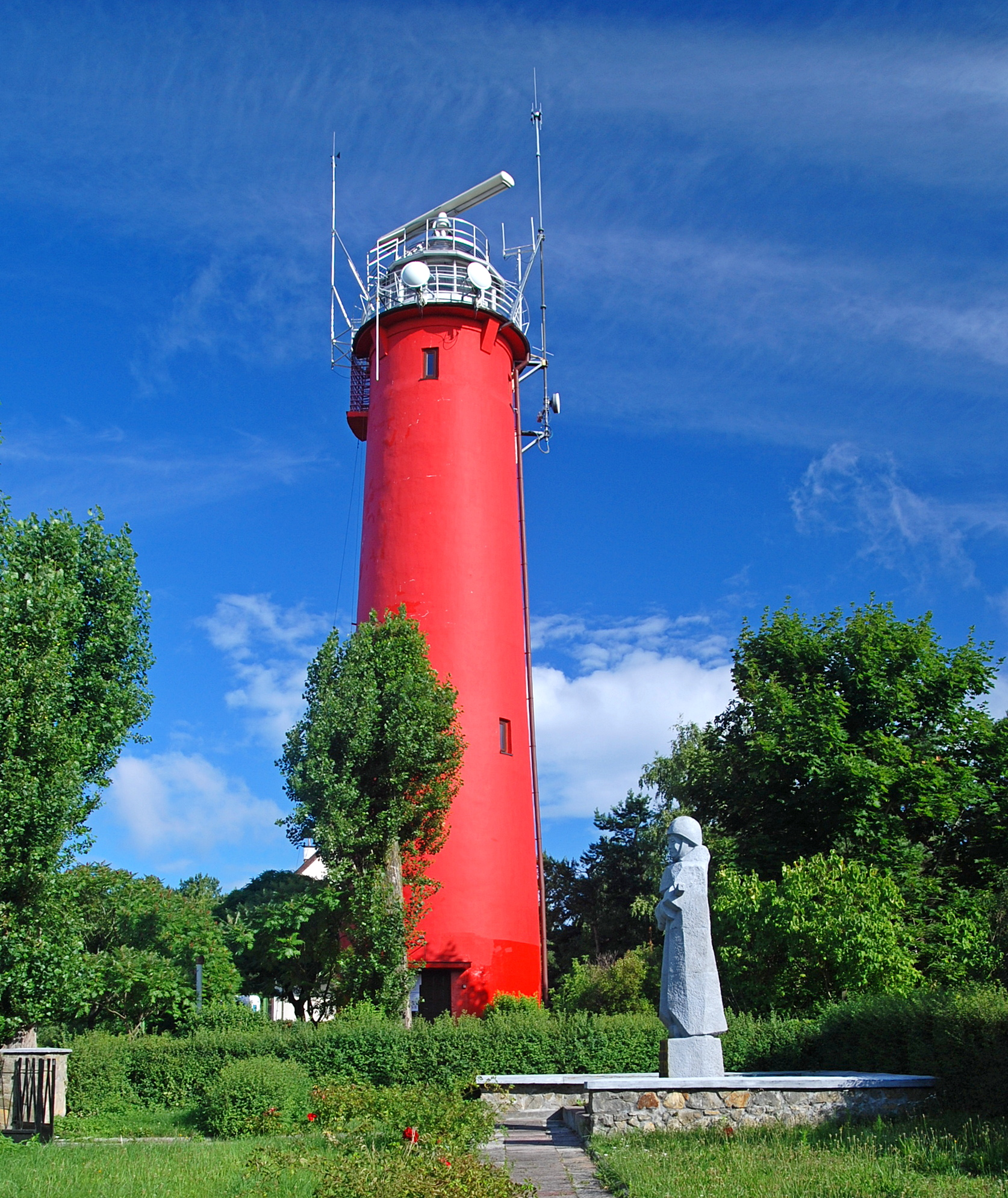
Latarnia morska z pomnikiem na cmentarzu żołnierzy radzieckich
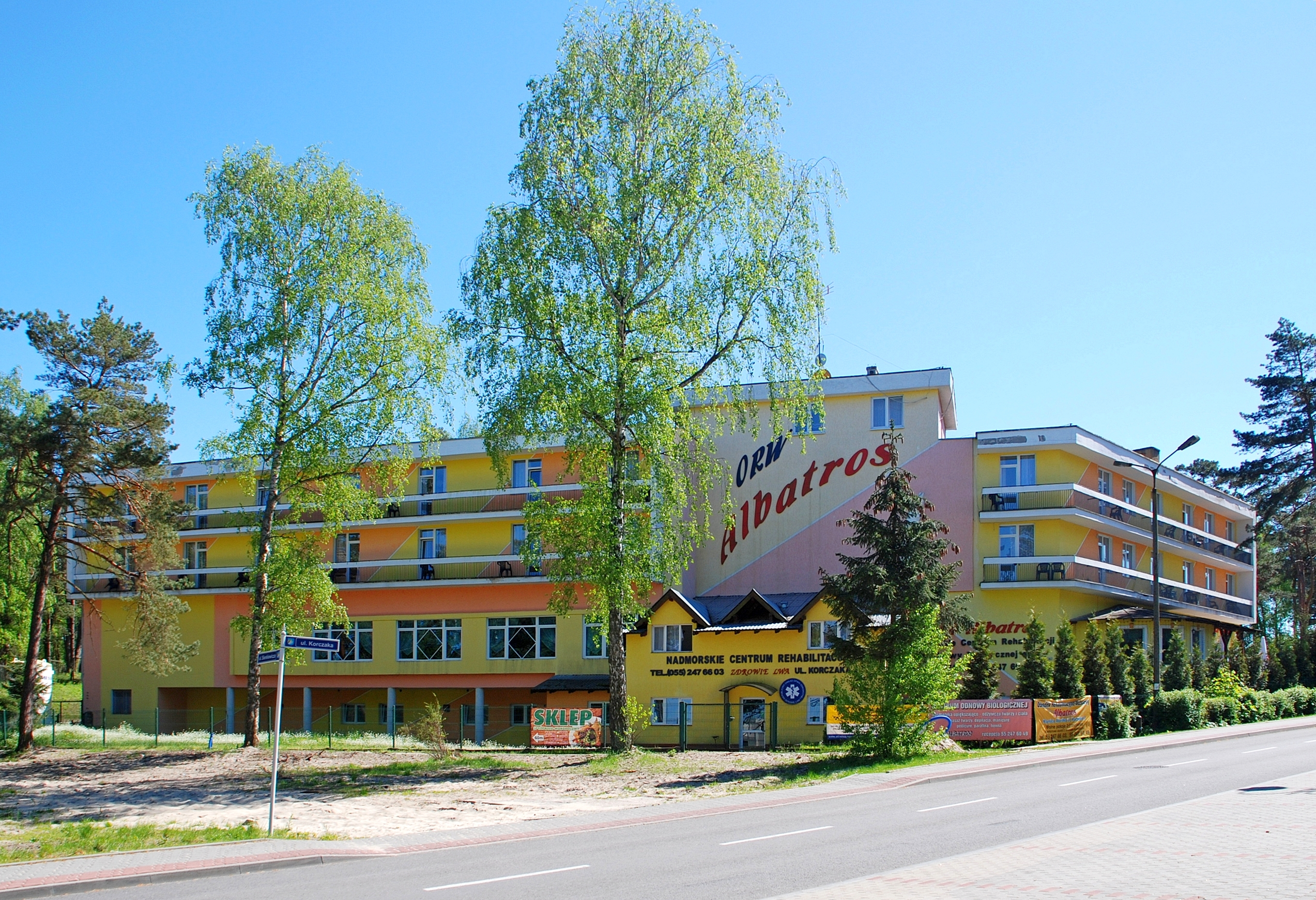
Albatros

## Integralne części miasta
| SIMC    | Nazwa dzielnicy | Rodzaj           |
| ------- | --------------- | ---------------- |
| 0932784 | Nowa Karczma    | dzielnica miasta |
| 0932761 | Młyniska        | dzielnica miasta |
| 0932784 | Przerbno        | dzielnica miasta |

## Historia
Pierwsze potwierdzone wzmianki na temat osadnictwa na obszarze dzisiejszej Krynicy Morskiej pochodzą z lat 1258–1282. Mówią one o miejscowości Lipa (Liep), której nazwa pochodziła od granicznego drzewa. Po 1309 r. Zakon krzyżacki włączył Lipę w skład Komturii Elbląskiej. Pod nazwą Kahlberg pierwszy raz wzmiankowana w dokumencie z 20 sierpnia 1424 elbląskiego komtura Henryka Holda nadającego przywilej lokacyjny dla karczmy Mikołaja Wildenberga, która pełniła ważną rolę na wiodącym przez Mierzeję Wiślaną trakcie handlowym z Gdańska do Królewca. W karczmie nocowali i żywili się kupcy, rycerze i inni wędrowcy zmierzający tędy na Sambię.
W okresie polskim (1466–1793) należała do Gdańska, po 1842 r. przeszła na własność Elbląga. Po II rozbiorze Polski, w 1793 r. znalazła się pod panowaniem Królestwa Prus. Jeszcze na początku XIX w. osada nie miała większego znaczenia, gdyż mieszkały w niej zaledwie cztery rodziny rybaków (1814 r.). W miejscowej karczmie mieściła się stacja poczty królewskiej wraz z oberżą i stajnią dla koni, przy wiodącej tędy drodze pocztowej z Berlina do Królewca. 
24 sierpnia 1828 na pokładzie parowca Coppernikus do Krynicy Morskiej przybyli pierwsi turyści z Elbląga. W 1842 r. uruchomiono połączenia morskie z Elblągiem i Królewcem, 11 lipca 1843 otwarto pierwszy kurort, Kahlberg. W 1872 r. powołano do życia Spółkę Akcyjną Kąpielisko Morskie w Kahlberg, która przyczyniła się do dalszego rozwoju Krynicy Morskiej. Inwestycje, które podejmowała spółka na terenie kurortu, na przykład budowa lepszych dróg, założenie oświetlenia, wodociągów i kanalizacji zwiększały renomę uzdrowiska. 1 maja 1895 uruchomiono latarnię morską. Zaczęły kursować regularnie statki między Elblągiem i Krynicą Morską, między nimi s/s "Preussen", luksusowy parowiec, mogący zabierać na pokład 1500 pasażerów. Po wojnie pływał pod polską banderą na trasie Szczecin-Świnoujście pod nazwą s/s "Diana".
3 maja 1945 z miejscowości wyparto jednostki niemieckie, a dokonały tego oddziały 2 armii gwardyjskiej i 45 armii 3 Frontu Białoruskiego Armii Czerwonej.
Miejscowość znacznie rozbudowana po II wojnie światowej. Do końca 1972 r. Łysica należała do powiatu elbląskiego. Do 1954 r. była wsią w gminie Tolkmicko, w latach 1954–1958 stanowiła gromadę Łysica, a od 1959 r. – już jako Krynica Morska – posiadała status osiedla. 1 stycznia 1973, w następstwie kolejnej reformy gminnej znoszącej gromady i osiedla, Krynica Morska utraciła status osiedla, stając się wsią sołecką w reaktywowanej gminie Sztutowo w powiecie nowodworsko-gdańskim w woj. gdańskim. Do funkcji administracyjnych Krynica Morska powróciła dopiero po ponad 18 latach, gdy 2 kwietnia 1991 z gminy Sztutowo wyłączono wsie Krynica Morska, Nowa Karczma i Przebrno, tworząc z nich miasto Krynica Morska.

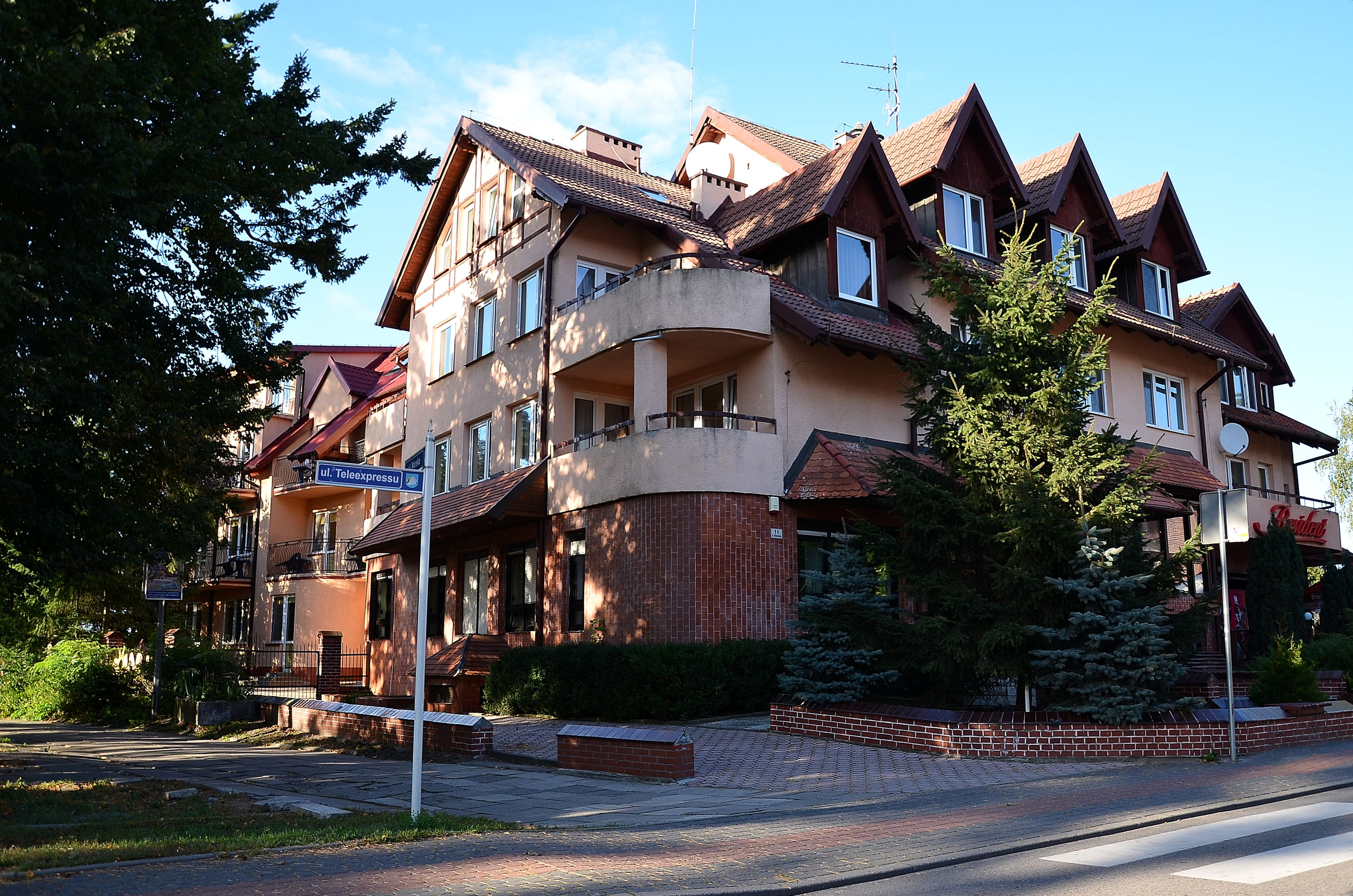
Zabytkowa willa Relaks
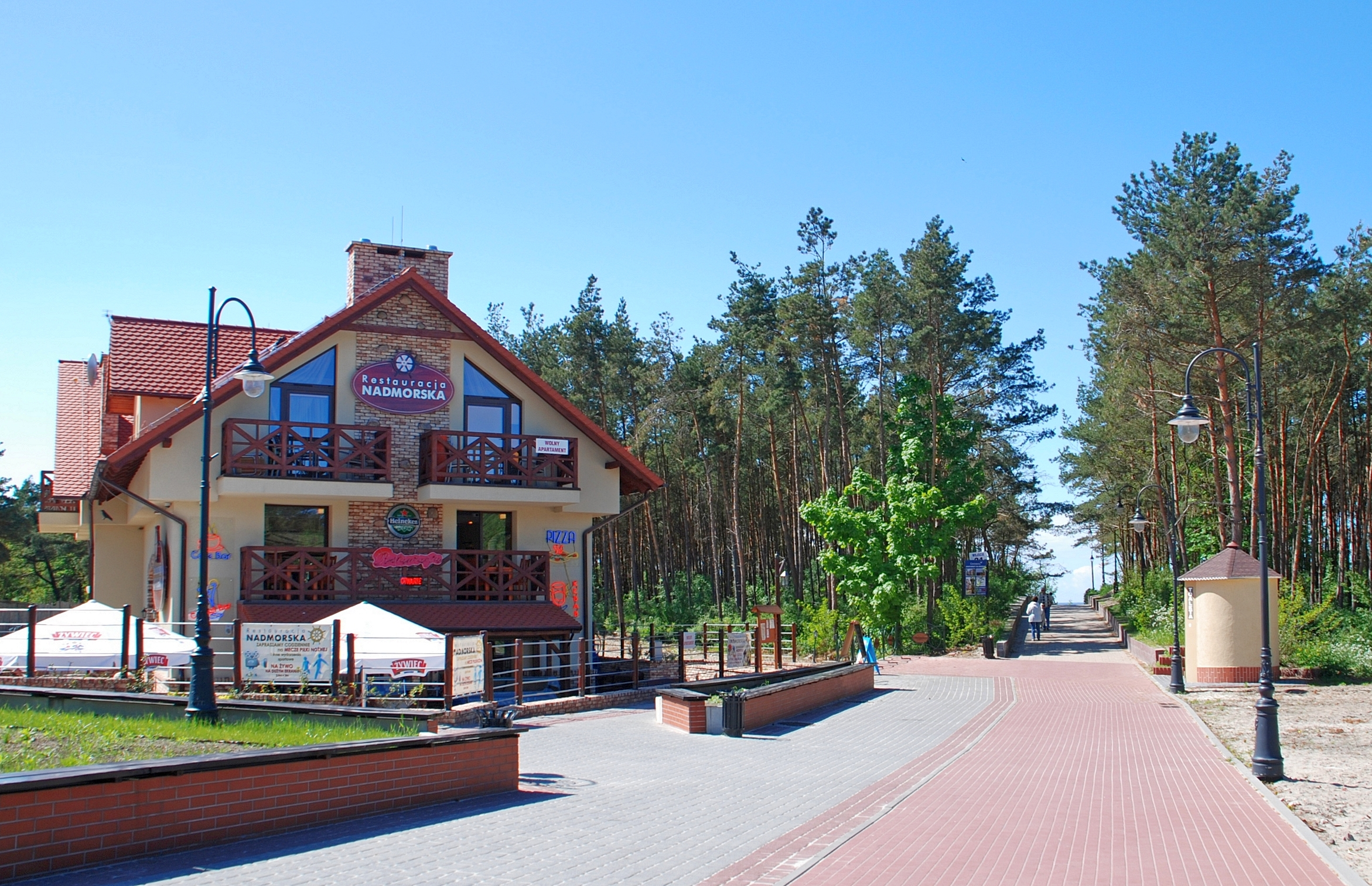
Główne wejście na plażę
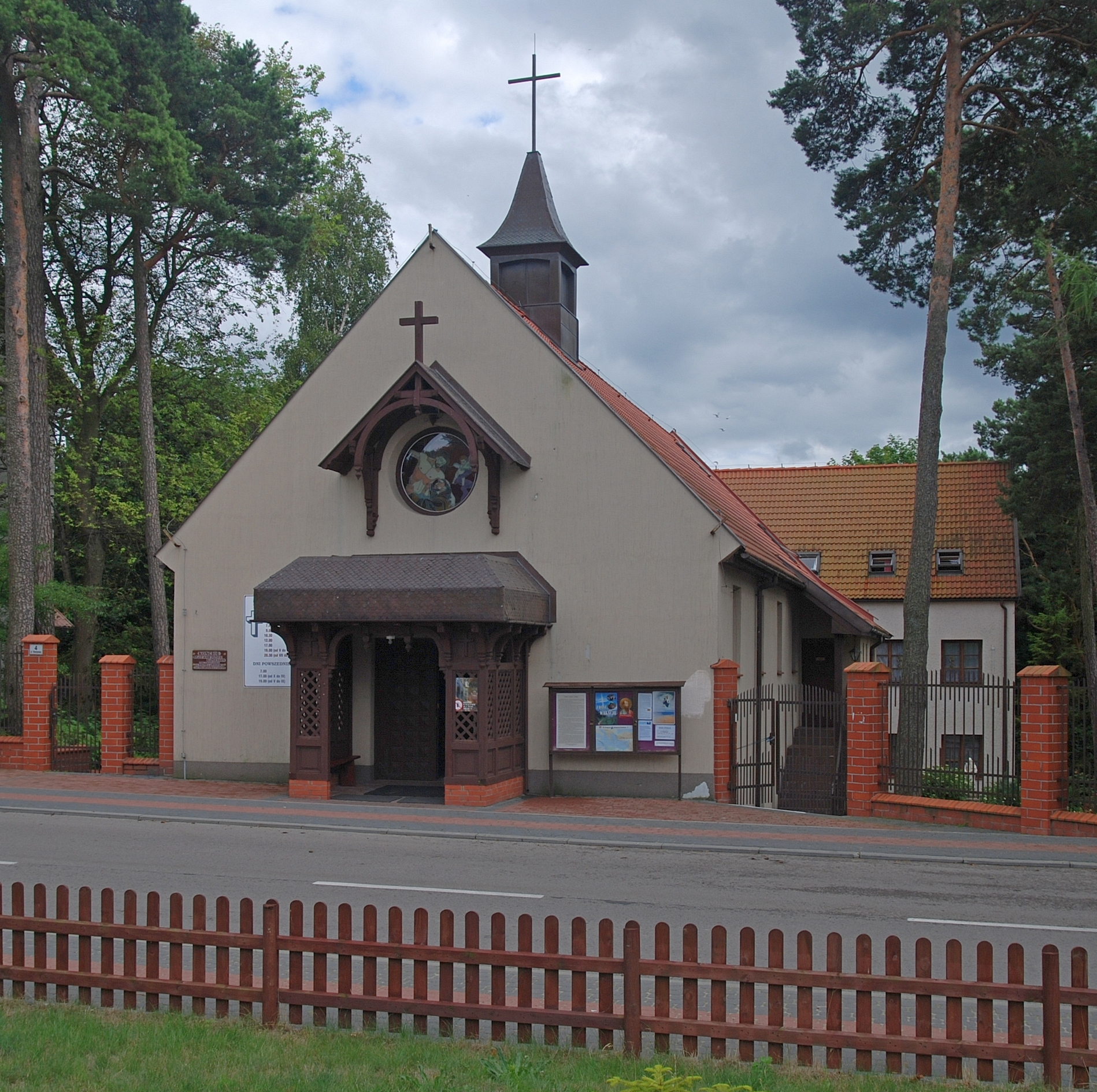
Kościół parafialny

### Nazwy miasta
Tymczasowo, w latach 1945–1947, stosowano nazwę Łysa Góra, będącą tłumaczeniem niemieckiej nazwy. W 1947 r. wprowadzono polską nazwę – Łysica, zastępując przedwojenną niemiecką – Kahlberg-Liep. W 1958 r. ponowna zmiana nazwy na Krynica Morska. Nazwa ta odwołująca się do wyrazu ukraińskiego i regionalizmu południowopolskiego jest nazwą całkowicie obcą z punktu widzenia mowy rdzennych mieszkańców Pomorza.

## Turystyka
Miejscowość posiada pola biwakowe, kempingi, ośrodki wczasowe oraz hotele. W sezonie połączenie statkami żeglugi przybrzeżnej z Tolkmickiem, Elblągiem i Fromborkiem.
W Krynicy Morskiej zorganizowano letnie kąpielisko morskie o długości 1950 m, którego sezon kąpielowy ustalono od 24 czerwca do 31 sierpnia.
Lista turystycznych miejsc w Krynicy Morskiej:
- Wielbłądzi Grzbiet – najwyższa wydma na Mierzei Wiślanej (49,5 m n.p.m.); jedyny naturalny punkt na Mierzei, z którego widać równocześnie Zatokę Gdańską i Zalew Wiślany

- port Krynica Morska
- kościół parafialny pw. św. Piotra Apostoła i św. Franciszka z 1938 roku
- latarnia morska
- jedyna w Polsce ulica z nazwą pochodzącą od audycji telewizyjnej; ulica Teleexpressu
- cmentarz żołnierzy radzieckich obok latarni morskiej
- Pomnik Pierwszych Osadników, którzy przybyli do Krynicy Morskiej po II Wojnie Światowej
- Czerwona Ławeczka z napisem ,,Zakochani W Krynicy Morskiej" znajdująca się nad Bulwarem Słoneczny[30]
- Drewniana wieża obserwacyjna licząca ok. 7 m wysokości, popularna wśród ornitologów znajdująca się na Górze Pirata[31]

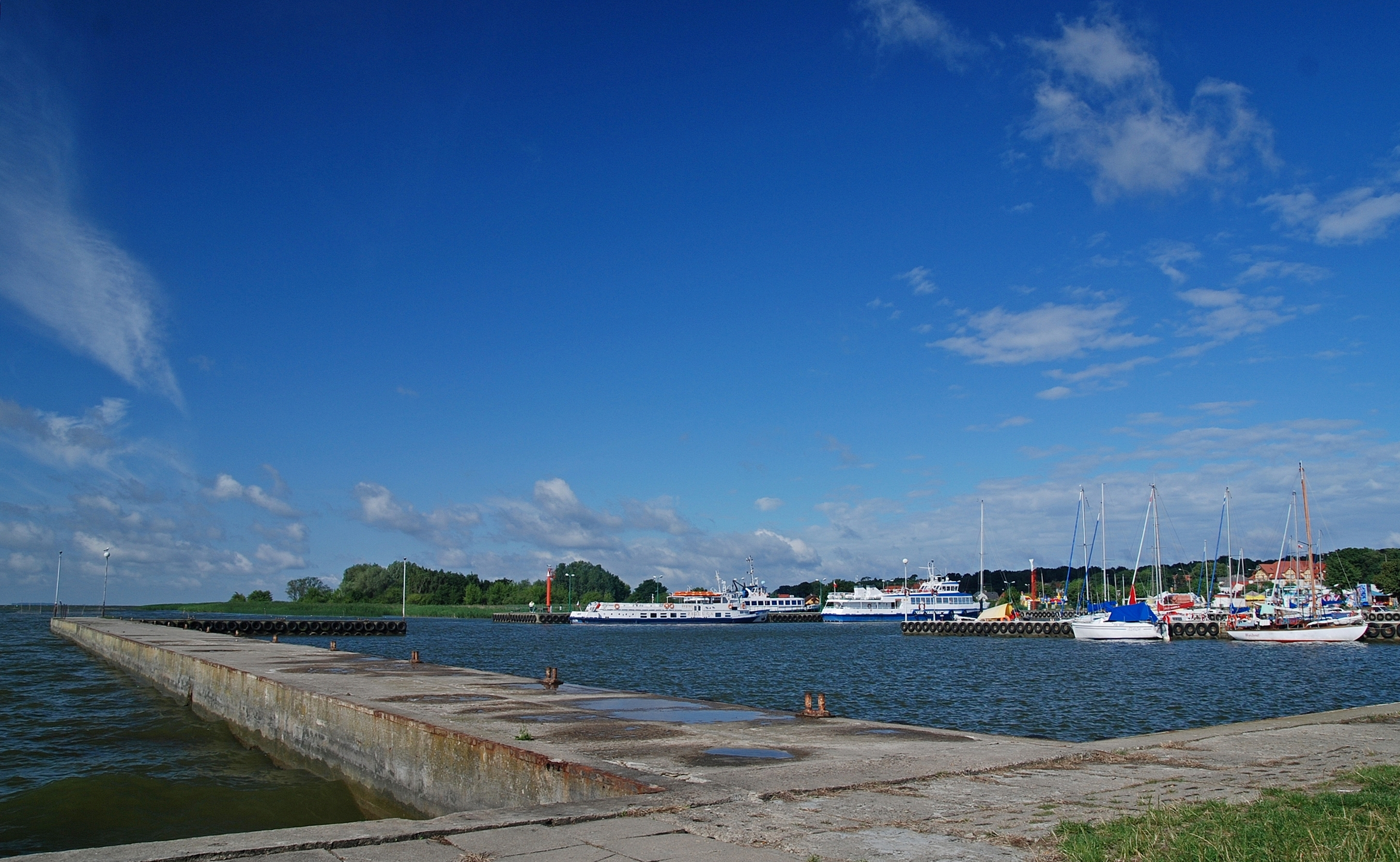
Port morski nad Zalewem Wiślanym
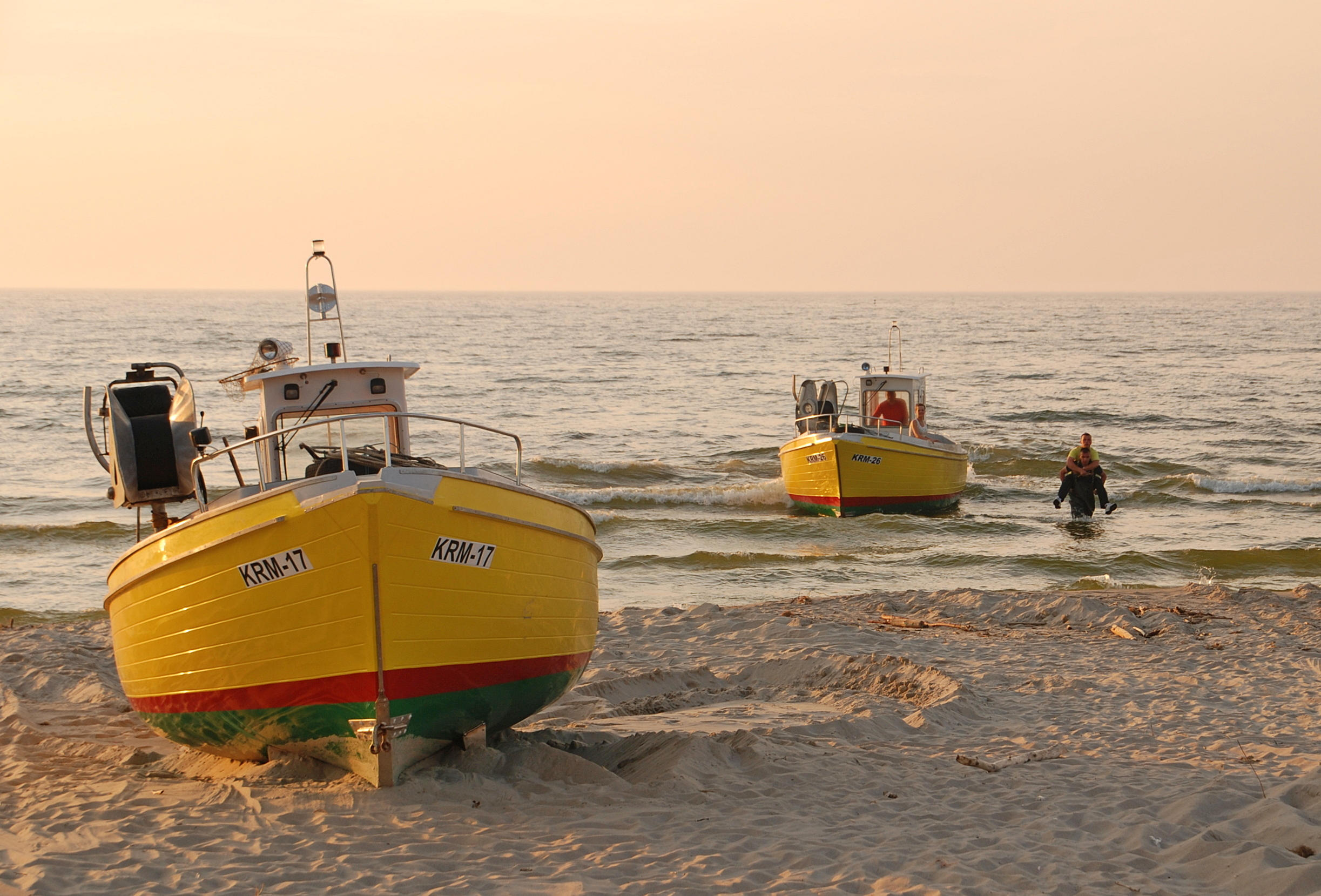
Port rybacki
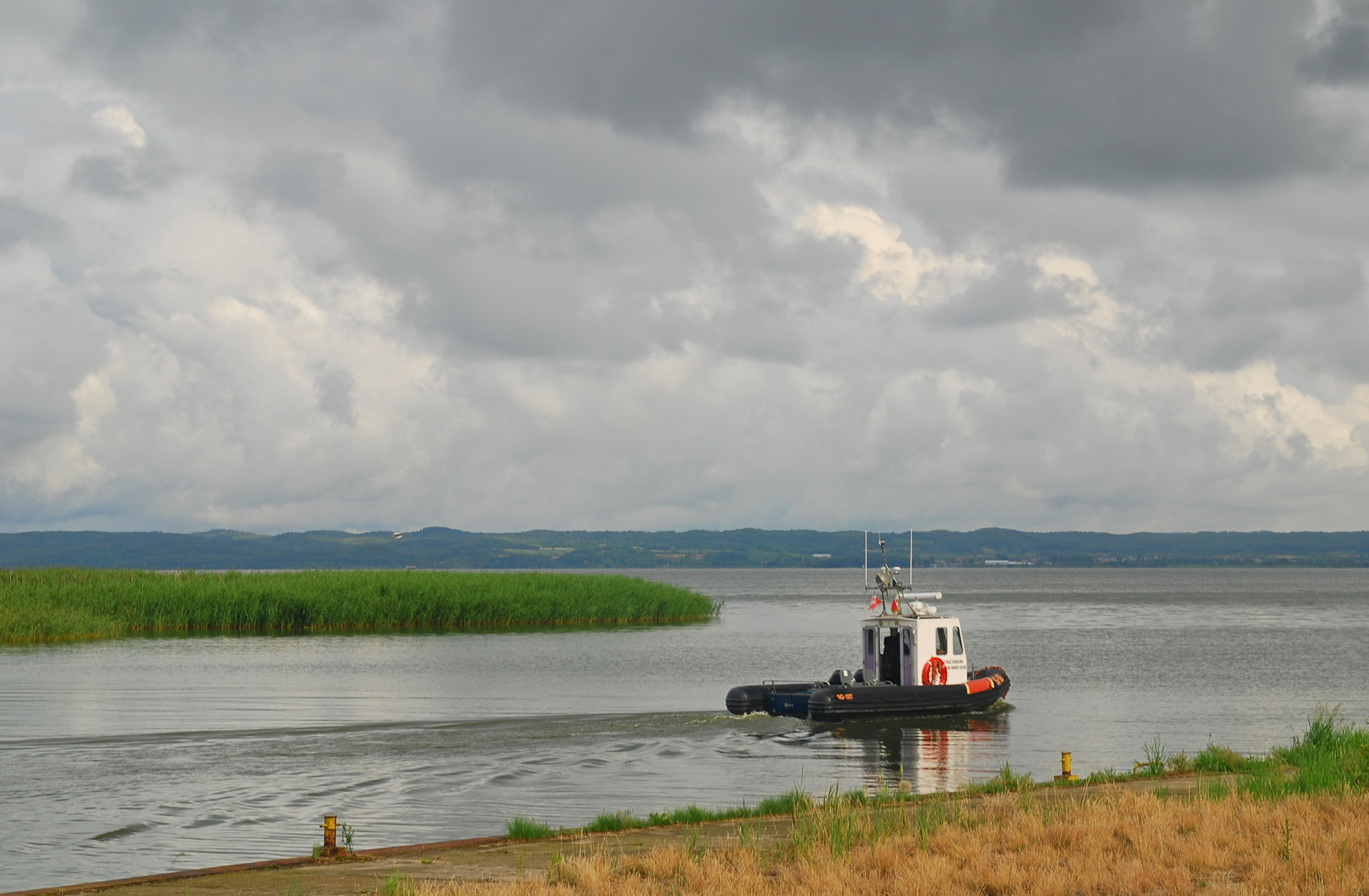
Port rybacki nad Zalewem Wiślanym

## Transport wodny
Na terenie Krynicy Morskiej (gmina miejska) istnieją port morski oraz 4 przystanie morskie:
- port morski Krynica Morska (nad Zalewem Wiślanym)
  - nabrzeże jachtowo-pasażerskie w Krynicy Morskiej[32]
  - nabrzeże rybacko-jachtowe w Krynicy Morskiej[33]
- przystań morska w Krynicy Morskiej (nad Zatoką Gdańską)[34] 54°22′58″N 19°25′20″E/54,382778 19,422222
- przystań morska „Leśniczówka” (nad Zatoką Gdańską)[35] 54°24′19″N 19°30′27″E/54,405278 19,507500
- przystań morska „basen III – Nowa Karczma”[36] (nad Zalewem Wiślanym) (w części miasta – Nowa Karczma)
- przystań morska „Piaski” (nad Zatoką Gdańską) 54°26′22″N 19°36′04″E/54,439444 19,601111

Łodzie i kutry rybackie z tej miejscowości mają rejestrację „KRM lub Krm – [nr jednostki]”.

## Bezpieczeństwo
W Krynicy Morskiej znajduje się placówka Straży Granicznej (Morski Oddział Straży Granicznej), ochraniająca odcinek granicy z Federacją Rosyjską na Mierzei Wiślanej (obwód królewiecki).

## Administracja
Krynica Morska jest gminą miejską. Organem uchwałodawczym jest Rada Miejska w Krynicy Morskiej, składająca się z 15 radnych.
Burmistrzowie Krynicy Morskiej:
- Andrzej Antoni Stępień (do 2006)[38]
- Adam Włodzimierz Ostrowski (2006–2014)[39][40]
- Krzysztof Swat (2014-2022)[41]
- Kazimierz Kulecki (2022; komisarz pełniący obowiązki)[42]
- Adam Włodzimierz Ostrowski (2022–2024)[43]
- Sylwia Szczurek (od 2024)[44]

Mieszkańcy Krynicy Morskiej wybierają radnych do sejmiku województwa z okręgu nr 5. Posłów na Sejm wybierają z okręgu wyborczego nr 25, senatora z okręgu nr 67, a posłów do Parlamentu Europejskiego z okręgu nr 1.
Władze gminy zostały wysoko ocenione w raporcie podsumowującym kadencję 2010–2014 opracowanym przez firmę Curulis. Krynica Morska zajęła pierwsze miejsce w kategorii gmin turystycznych o najwyższych zmianach w potencjale finansowym w latach 2010–2013.

## Wspólnoty wyznaniowe
- Parafia św. Piotra Apostoła w Krynicy Morskiej
- Parafia Matki Bożej Gwiazdy Morza w Krynicy Morskiej